# Дзвін Свободи
Дзвін Свободи (англ. Liberty Bell) — дзвін, що знаходиться у Філадельфії, США, і є головним символом американської історії боротьби за незалежність від Великої Британії. Він був відлитий у Лондоні у 1752 р. Відлитий для розміщення в будинку Законодавчих зборів штату Пенсильванія (тепер — Індепенденс-Хол). Дзвін дзвонив, скликаючи жителів Філадельфії на оголошення Декларації незалежності Другим Континентальним конгресом 8 липня 1776. Офіційно дзвін іменувався «Дзвоном свободи» з 1837 року, коли він став символом руху аболіціоністів. Тріщина на дзвоні з'явилася в першій половині XVIII ст., а в 1846 році, після того як він дзвонив кілька годин на день народження Джорджа Вашингтона, вона розширилася.
В 1976 році, у переддень двохсотлітнього ювілею незалежності, дзвін було остаточно знято зі свого постійного місця на вежі Залу незалежності і тепер він розміщується у спеціально збудованому павільйоні неподалік від Залу. Місцезнаходження цього павільйону викликало певні сумніви у деякої частини американського суспільства, оскільки знаходиться близько до історичного кварталу, у якому в 90-х роках XVIII століття розміщувалися раби Джорджа Вашингтона, який жив тоді у Філадельфії. У дзвін, як і раніше дзвонять (дуже обережно) у День незалежності.

## Зовнішній вигляд
Дзвін важить близько 2080 фунтів (943 кг), має площу отвору 3,7 метрів і у висоту 1 метр. Зроблений із сплаву міді (70 %) і олова (25 %). На дзвоні є напис: «І оголосіть свободу на землі всім жителям її» (англ. Proclaim liberty throughout all the land unto all the inhabitants thereof) — вислів з Біблії, книга Левит, 25:10.
Через тривкість матеріалу на дзвоні кілька разів виникали тріщини. Перший раз — на пробному ударі. Після того дзвін перелили (з того самого матеріалу). Пізніше, другий раз зробилась тріщина, коли у дзвін били кілька годин поспіль на дні народженні Джорджа Вашингтона. Тріщину зашпарували, та звучання дзвона погіршилось. Пізніше, третій раз зробилась тріщина. Та її не залатували, а так і залишили.

## Замахи на дзвін
На дзвін свободи кілька разів замахувались вандали. 6 квітня 2001 р. на дзвін Свободи було скоєно напад: молодий чоловік з криками завдав по дзвону, щонайменше, чотири удари молотком, в результаті чого на символі Свободи залишилися вм'ятини. Нападник був заарештований поліцією. Ним виявився 27-річний Ален Гуліат, бродяга зі штату Небраска. Йому пред'явлено звинувачення в завданні збитку власності Сполучених Штатів, що становить історичну цінність (за таким звинуваченням загрожує до 7 років в'язниці).
У серіалі «Людина у високому замку» від Amazon Studios (жанр альтернативна історія) керівництво фашистської Німеччини, що перемогла у Другій світовій війні, приймає символічне рішення переплавити Дзвін свободи на гігантську нацистську свастику.